# 6-アミノペニシラン酸
6-アミノペニシラン酸（6-aminopenicillanic acid）とは、(2S,5R,6R)-6-アミノ-3,3-ジメチル-7-オキソ-4-チア-1-アザビシクロ-{3,2,0}-ヘプタン-2-カルボン酸のことである。

## 概要

6-アミノペニシラン酸の線角構造式。

6-アミノペニシラン酸の分子式はC8H12N2O3Sで、分子量は約216.26 である

。
常温常圧では白色の粉末状の固体であり、融点は198℃から200℃である

。
水への溶解度は、25 ℃において水100 mlに対して0.4 gである。6-アミノペニシラン酸は、天然型でR体のL-システインと、天然にはほとんど存在しないR体のD-バリンを材料にして生合成される。

## 用途
6-アミノペニシラン酸は、ペニシリンが薬理作用を発揮するために必要とする、ペニシリンの中核的な部分である。β-ラクタム系抗菌薬の中でも半合成のペニシリン系抗菌薬を合成するための主な出発物質として、この6-アミノペニシラン酸が用いられる。なお、同じβ-ラクタム系抗菌薬でも半合成のセフェム系抗菌薬の合成の際には、出発物質として6-アミノペニシラン酸ではなく7-アミノセファロスポラン酸を主に用いる。

## 歴史
1958年に、ペニシリンの中核的な部分として6-アミノペニシラン酸が報告された。そして、この6-アミノペニシラン酸を出発物質として、半合成のペニシリン系抗菌薬が幾つも作成されていった

。